# Galerucella picea
Galerucella picea is een keversoort uit de familie bladkevers (Chrysomelidae). De wetenschappelijke naam van de soort werd in 1879 gepubliceerd door Samuel Hubbard Scudder.